# Franz Sackmann
Franz Sackmann (* 17. Dezember 1920 in Kaiserslautern; † 14. Oktober 2011 in Roding) war ein deutscher Politiker. Er war Mitglied des Bayerischen Landtags (1954–1978), Landrat des Landkreises Roding und Staatssekretär im bayerischen Wirtschaftsministerium. Zudem war er Lebensmittelchemiker und Gründungsmitglied der CSU.

## Leben
Franz Sackmann wurde als Sohn des gleichnamigen Diplom-Ingenieurs und Schachproblemkompoisten Franz Sackmann und dessen Ehefrau, einer geborenen Wernhart, in Kaiserslautern geboren. Dort wuchs er auf und besuchte die Schule, ehe er mit seiner Familie 1933 nach München übersiedelte, wo er seine Schulzeit beendete. Er war katholisch, ab 1937 in der illegalen Arbeit der von den Nazis verbotenen katholischen Jugend und auch später im Bund Neudeutschland (ND) aktiv. Das Abitur legte er 1939 in München ab. Danach studierte er Chemie an der Universität München. Das Studium wurde durch den abzuleistenden Kriegsdienst von 1940 bis 1945 unterbrochen. Im Zweiten Weltkrieg wurde er als Soldat (zuletzt Leutnant der Reserve) mehrfach verwundet. Nach der Entlassung aus sowjetischer Kriegsgefangenschaft kehrte er nach München zurück und gründete dort 1945 einen der ersten CSU-Ortsverbände. Im Jahr 1951 absolvierte er sein Staatsexamen als Chemiker. 1950 wurde er geschäftsführender Vorsitzender der Münchner CSU. Kurz darauf zog Sackmann in den Parteivorstand der CSU ein. Von 1952 bis 1956 war er Landesvorsitzender der Jungen Union (JU) und 1956 bis 1961 Mitglied des Bundesvorstands der JU, zeitweise auch als stellvertretender Vorsitzender. 1954 folgte die Wahl in den Bayerischen Landtag. Diesem gehörte er bis 1978 für den Stimmkreis Cham an.
Im Jahr 1956 wurde Sackmann in Roding zum Landrat gewählt. 1966 später berief ihn Alfons Goppel als Wirtschaftstaatssekretär ins bayerische Kabinett. Diesen Posten als Staatssekretär des Bayerischen Staatsministeriums für Wirtschaft und Verkehr hatte er bis 1978 inne, als er sich aus der Politik verabschiedete. Ab 1972 war er Bezirksvorsitzender der CSU Oberpfalz. Von 1969 bis 1974 war Sackmann  Präsident des TSV 1860 München. Er wirkte zudem als Landesvorsitzender der Wasserwacht. Der Bayerischen Arbeitsgemeinschaft demokratischer Kreise stand er ab 1960 vor, bis er deren Leitung nach 39 Jahren an seinen Sohn, den Landtagsabgeordneten Markus Sackmann, abgab, der ihm später auch als Wirtschaftsstaatssekretär nachfolgte. Bei dieser „überparteilichen und interkonfessionellen“ Arbeitsgemeinschaft verhinderte er nach eigenem Bekunden aus rein religiösen und nicht rassischen Gründen den Vortrag eines jüdischen Universitätsprofessors.
Sackmann war verheiratet mit Hildegard Sackmann, geborene Knöchelmann, hatte zwei Kinder und lebte bis zu seinem Tode in Roding bei Cham in der Oberpfalz.

## Auszeichnungen
- Kriegsauszeichnung
- Verdienstkreuz am Bande der Bundesrepublik Deutschland (1967)
- Bundesverdienstkreuz I. Klasse (1969)
- Großes Verdienstkreuz der Bundesrepublik Deutschland (1974)
- Großes Verdienstkreuz der Bundesrepublik Deutschland (1974)
- Großes Verdienstkreuz mit Stern der Bundesrepublik Deutschland (1978)[2]
- Bayerischer Verdienstorden (1962)
- Ehrenbürger von Roding, Nittenau (1975), Neunburg vorm Wald (1978), Burglengenfeld, Schwandorf (1977), Falkenstein, Bruck (1966), Obertrübenbach und Trasching.
- Goldene Bezirksmedaille Oberpfalz (1980)
- Goldene Medaille der Handwerkskammer (1980)
- Goldener Ehrenring der IHK (1981)
- Ehrenmitgliedschaft der österreichischen und türkischen Wasserrettung (1981)
- DRK-Ehrenzeichen
- DRK-Ehrennadel in Gold
- BRK-Steckkreuz
- Wasserwacht-Medaille in Gold
- Ehrenzeichen in Gold der Landkreise Roding und Cham
- Bürgermedaille der Stadt Schwandorf
- Ritter des päpstlichen Silvesterordens (1984)
- Ehrenvorsitzender des Kolping-Bildungswerkes der Diözese Regensburg e. V. (1997)
- Ritter des Ritterordens vom Heiligen Grab zu Jerusalem